# Circuito da Guia
El Circuito da Guia, es un circuito urbano situado en la región sureste de la península de Macao en Macao. Es la sede del prestigioso Gran Premio de Macao. El circuito se compone de largas rectas y curvas cerradas, y cuenta con las características de un circuito urbano típico, estrecho, lleno de baches y con limitadas oportunidades de adelantamiento. Sin embargo, hay dos características especiales que rara vez se pueden encontrar en otros circuitos urbanos, la variación de altitud (más de 30 metros entre el punto más alto y más bajo del circuito) y una larga recta principal que permite una velocidad máxima de 280 km/h en los coches de Fórmula 3. Como resultado, el circuito es reconocido como uno de los circuitos más desafiantes del mundo en términos de conducción y puesta a punto, los coches tienen que mantener la velocidad para superar la competencia en subidas, curvas cerradas y largas rectas en una sola vuelta.

## Historia
El circuito da Guia fue concebido originalmente en 1954 como una de las rutas de búsqueda del tesoro por las calles de la ciudad, pero poco después del evento, se sugirió que la pista podría alojar un evento de carreras para los aficionados al motor locales. Desde 1967, con la introducción de una carrera de motos, la pista se ha convertido en un lugar tanto para motocicletas, como para eventos de carreras de coches.

## Diseño

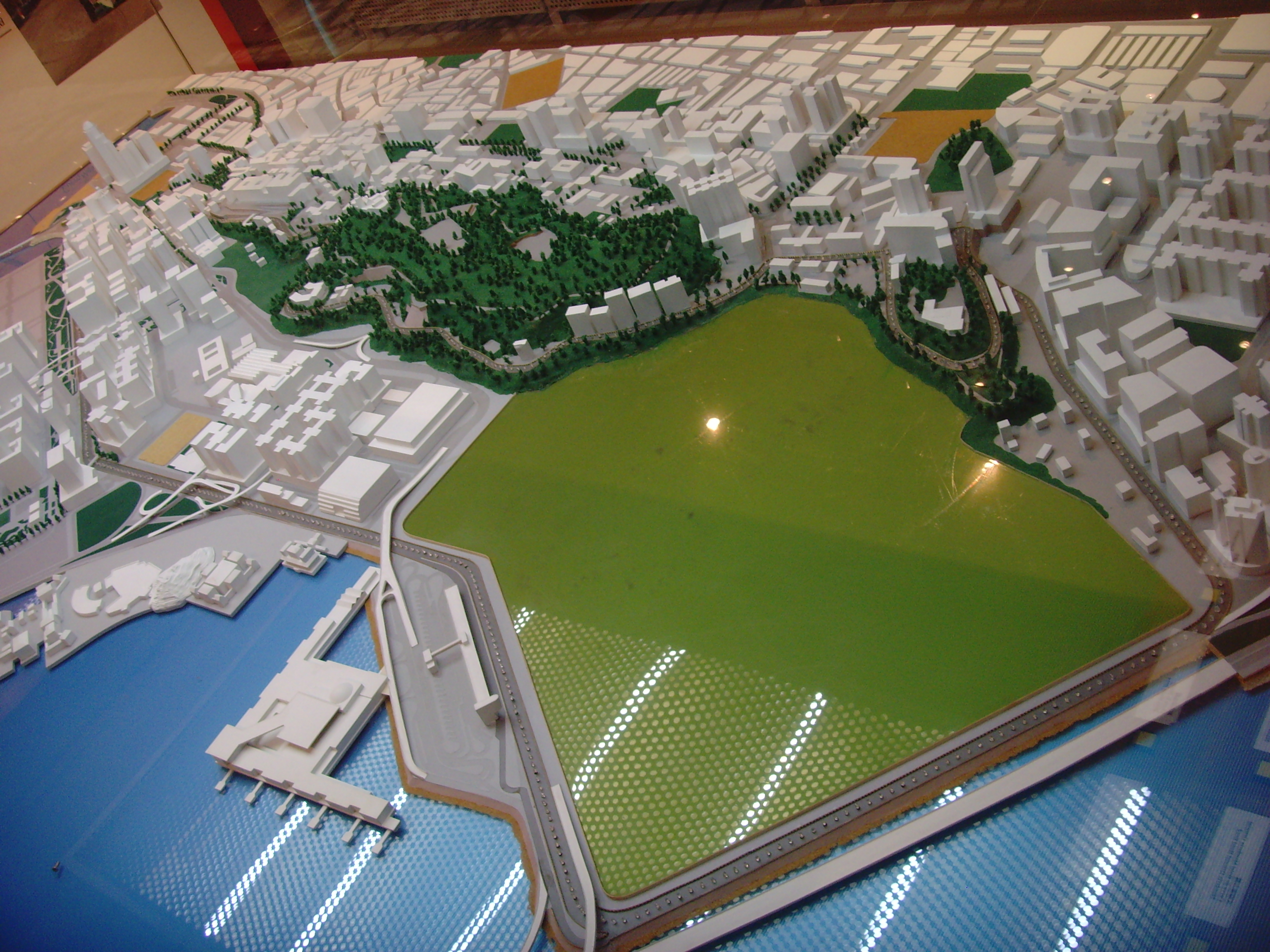
Maqueta del Circuito da Guia

Circuito da Guia

A diferencia de otras pistas de carreras regulares en el mundo, el diseño del Circuito Guía no ha sido modificado desde su primer evento en 1954 (el complejo de pits y paddock se ha trasladado a la ubicación actual desde 1993, pero el diseño del circuito no ha sido cambiado). La parte más estrecha de la pista tiene una anchura de sólo 7 metros, que se encuentra en la horquilla Melco. La longitud total del circuito está limitada por barreras de seguridad Armco, pintadas de rayas de color negro y amarillo. Solía haber una trampa de grava cerca de la curva del embalse, pero desde que el complejo de pits y paddock se trasladó, esta característica se ha quitado.

### Tribunas
Hay dos tribunas principales alrededor del circuito para los espectadores que acudan a ver las carreras en vivo: la tribuna principal, a lo largo de la recta de boxes, y la de la curva Lisboa. La Curva Lisboa es el lugar más famoso, ya que ofrece la única oportunidad de adelantar, al final de la recta principal. Por otro lado, también es conocido por grandes montoneras en la primera vuelta debido a su configuración de giro de 90 grados y a la reducción significativa de la anchura de la vía. Como resultado, el precio de las entradas para un asiento en la curva Lisboa es mucho más alto que el de los asientos en la tribuna principal. Pero, como en la mayoría de circuitos urbanos, hay muchas personas que presencian la carrera de pie o sentadas al lado de la pista, o en los puentes y pasarelas.